# Анахира Макачон
Анахира Макачон (енгл. Anahira McCutcheon; Мускат, 5. октобар 2009), фиџијанска је пливачица, учесница олимпијских игара и вишеструка национална рекордерка, чија ужа специјалности су спринтерске трке слободним и прсним стилом. 

## Спортска каријера
Макачон је успешно дебитовала у сениорској конкуренцији са свега 13 година, а прво велико такмичење на коме је учествовала су биле Пацифичке игре у Хонијари 2023. године. У Хонијари је успела да освоји чак 9 медаља, од чега 5 сребрних и 4 бронзане.
У јуну 2024. се такмичила на аустралијским олимпијским трајалсима одржаним у Бризбејну, где је у изразито јакој конкуренцији заузела 44. место у трци на 50 метара слободним стилом. У тој трци су учествовале чак 92 такмичарке.
Захваљујући специјалној позивници дебитовала је на Олимпијским играма у Паризу 2024. у доби од свега 14 година. У Паризу је пливала у квалификацијама трке на 50 метара слободним стилом. Наступила је у шестој квалификационој групи где је пливала у стази 2, и са временом од 26.88 секунди заузела је пето место у својој квалификационој групи, односно укупно 37. место у конкуренцији 79 такмичарки.